# Jean Richer
Jean Richer (ur. 1630, zm. 1698 w Paryżu) – francuski astronom. 
Rząd Francji wysłał go do Kajenna (fr. Cayenne) w Gujanie Francuskiej w celu zmierzenia paralaksy Marsa w perygeum. Prowadzone przez niego badania przyczyniły się do rozwoju astronomii i geodezji. Odkrył, że przyspieszenie ziemskie zależy od szerokości geograficznej.
Porównania wyników jego pracy z obserwacjami przeprowadzonymi w innych miejscach na Ziemi
umożliwiły obliczenie odległości do Marsa i Słońca, a w konsekwencji do pierwszych względnie dokładnych obliczeń wielkości Układu Słonecznego.